# Sovětice
Sovětice (deutsch Sowietitz, auch Sowetitz), ursprünglich Sobětice genannt, ist eine Gemeinde in Tschechien. Sie liegt neun Kilometer südöstlich von Hořice und gehört zum Okres Hradec Králové.

## Geographie
Sovětice befindet sich rechtsseitig des Flusses Bystřice am Übergang des Horschitzer Berglandes zur Ostböhmischen Tafel. Durch die Gemeinde führt die Bahnstrecke von Hradec Králové nach Jičín, die nächste Bahnstation liegt einen reichlichen Kilometer nordöstlich in Hněvčeves. Westlich erheben sich die Hügel Rozkoš (285 m) und Bukvice (312 m), im Osten der Svíb (Swiep, 330 m).
Nachbarorte sind Hněvčeves im Norden, Benátky im Nordosten, Máslojedy im Osten, Čistěves im Südosten, Horní Dohalice und Dohalice im Süden, Sadová im Südwesten, Dub und Klenice im Westen sowie Horní Černůtky und Dolní Černůtky im Nordwesten.

## Geschichte
Durch mehrere Bodenfunde, die seit Beginn des 20. Jahrhunderts erfolgten, konnte eine frühzeitliche Besiedlung nachgewiesen werden. Auf den Fluren von Sovětice und Sadová befanden sich drei prähistorische Siedlungsstätten.
Die erste urkundliche Erwähnung des zu einer der beiden Festen in Třebovětice gehörigen Dorfes Sobětice erfolgte 1409. Besitzer war zu dieser Zeit der Vladike Křibek Doubek von Třebovětice.
Das Dorf soll weitaus älter sein und von einem Soběta von Sobětice als Gut und Feste gegründet wurden sein.
Nach der Aufhebung der Patrimonialherrschaften bildete Sovětice mit dem Ortsteil Sadová eine Gemeinde im Bezirk Königgrätz. Südöstlich des Ortes fand am 3. Juli 1866 an dem Hügeln Svíb und Chlum die Schlacht von Königgrätz im Deutschen Krieg zwischen preußischen und österreichischen Truppen statt. Von 1949 bis 1960 war die Gemeinde dem Okres Hradec Králové-okolí zugeordnet, seit 1961 gehört sie wieder zum Okres Hradec Králové. Horní Černůtky wurde 1961 eingemeindet.
1990 löste sich Sadová los und bildet seitdem eine eigene Gemeinde.

## Gemeindegliederung
Die Gemeinde Sovětice besteht aus den Ortsteilen Horní Černůtky (Ober Czernutek) und Sovětice (Sowietitz).

## Sehenswürdigkeiten
- Petříkův Gut, das Bauerngut wurde in den 1990er Jahren rekonstruiert
- Gedenksteine an die Schlacht von Königgrätz im Wald Svíb, östlich des Dorfes
- Gruppe von 10 frühzeitlichen Grabhügeln am Skalec